# ラヴネ・ナ・コロシュケム
ラヴネ・ナ・コロシュケム (Ravne na Koroškem) は、スロベニアのコロシュカ地方最大の町であり、そして地方行政区画としての市でもある。コロシュカ地方の文化、スポーツ、産業の中心地となっている。